# فکمپ
فکمپ (به فرانسوی: Fécamp) یک کمون (فرانسه) در فرانسه است که در سن-ماریتیم واقع شده‌است. فکمپ ۱۵٫۰۷ کیلومتر مربع مساحت دارد ۱۴ متر بالاتر از سطح دریا واقع شده‌است.

## خواهرخوانده
شهرهای موزکرون و ویل آو گلامورگن خواهرخوانده‌های فکمپ هستند.